# TT2 - TeleTutto
TT2 - TeleTutto è un'emittente televisiva di proprietà di Editoriale Bresciana, società editrice del Giornale di Brescia e dei canali televisivi Teletutto e TT24.

## Storia
Il canale nasce nell'ottobre 2011, sostituendo il predecessore Brescia Telenord.
È trasmesso nella provincia di Brescia e zone limitrofe e in parte di quella di Trento all'interno del Multiplex DTT di Teletutto e si posiziona al canale 87 (provincia di Brescia e zone limitrofe) o 640 (provincia di Trento) della lista canali (LCN).

## Programmi
Il palinsesto è costituito prevalentemente da programmi del circuito Corallo, che trasmette una programmazione in larga misura religiosa e programmi prodotti da Tv2000 (Ex SAT2000), tra cui il Tg 2000, documentari e sceneggiati prodotti dalla Rai, il grande Talk, Effetto Cinema, Formato Famiglia, la diretta quotidiana della Santa Messa, l'Angelus domenicale e le dirette che coinvolgono direttamente il Papa.
Non mancano repliche di programmi trasmessi sull'emittente principale del gruppo (TT - Teletutto), un Tg dedicato (Tg+) che raccoglie i servizi realizzati dalla redazione del Tg di Teletutto e talvolta sul canale vengono trasmessi eventi in diretta, come le Adunate nazionali degli alpini.

## Multimedialità

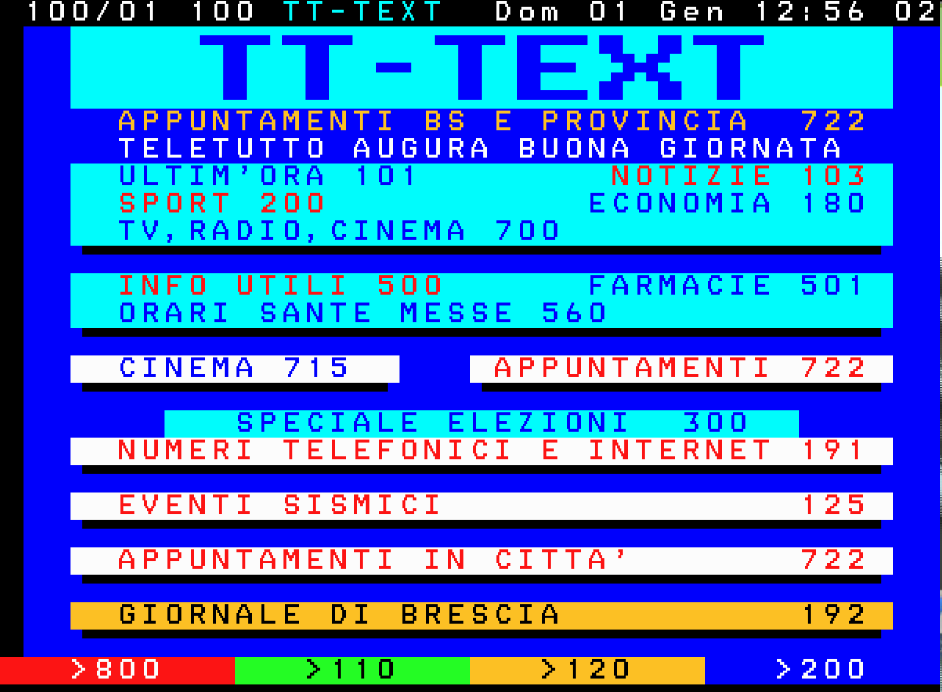
Pagina 100 del Teletext

Il canale dispone di un proprio streaming web, oltre alla visibilità sul digitale terrestre, dove è attivo il Teletext, aggiornato con le notizie e gli eventi di Brescia e provincia, nonché molte altre utili informazioni.
Da un breve periodo è attivo anche il servizio HbbTV dove è possibile vedere i principali canali dell'emittente in streaming.